# HV Dorsteti
Hockeyvereniging Dorsteti is een hockeyvereniging uit de stad Wijk bij Duurstede. De vereniging werd op 15 mei 1979 opgericht en maakt gebruik van sportcomplex Mariënhoeve West.